# Thord Eriksson
Thord Karl Magnus Eriksson, född 1966 i Västerås och huvudsakligen uppvuxen i Köping, är en svensk journalist och författare.

## Biografi
Thord Eriksson har varit verksam som journalist sedan sent 1980-tal, främst inom dags- och månadspress men även som frilansreporter för Sverige Radio och som redaktör på UR. Han har varvat arbete som frilans med anställningar på bland annat Dagens Nyheter, Fokus och Dagens Samhälle. Sedan 2019 är han på deltid chefredaktör för Biblioteksbladet som ges ut av Svensk biblioteksförening.
2013 nominerades han till organisationen Sveriges tidskrifters utmärkelse Årets journalist  och 2019 tog han emot fackförbundet Visions utmärkelse Årets författare ., framröstad av organisationens medlemmar.
Eriksson har skrivit flera böcker:
- De som inte vill något får bo på natthärbärge är en tunn reportagebok som kretsar kring hemlösa missbrukare i Stockholm och Oslo.
- Folk dör här utgår från erfarenheten av att ha en pappa på äldreboende och den professionella erfarenheten av att granska rapporteringen om den så kallade Caremaskandalen. För det senare nominerades han 2013 till Sveriges tidskrifters utmärkelse Årets journalist.
- Dom som stod kvar handlar om ensamkommande unga och civilsamhällets betydelse för gruppen.
- Det är något genant att vi från svensk sida förefaller ligga i bakkant här utkom i mars 2024 och tar avstamp i Sveriges evakuering från Kabul efter talibanernas maktövertagande i augusti 2021.